# Куїто
Сілва-Порту, (Куїто, порт. Kuito) — місто в Анголі. Є столицею провінції Біє. По 1975 рік мало назву Сілва Порту. У 1993—1994 і 1998—1999 роках місто було обложене повстанцями УНІТА. В результаті цих облог багато будівель досі сильно пошкоджені.
Розташоване на залізниці Бенгела.
Населення на 2010 рік — 185 302 осіб.
| Рік  | Населення |
| ---- | --------- |
| 1970 | 18 941    |
| 2010 | 32 203    |

## Історія
Куїто побудоване плем'ям овімбунду в 1750 році. Його володарем був Бійє, що одружився з жінкою Сонго, які вдвох побудували місто. Згодом португальці назвали провінцію Біє за іменем правителя овімбунду. Плем'я продавало бранців із сусідніх народів європейським работоргівцям. Пізніше Куїто було перейменоване в Сілва Порту на честь купця Антоніо де Сільва-Порто, який побудував свій неподалік від міста.
Куїто має довгу історію насильства, починаючи з торгівлі африканськими рабами. У 1960-х роках португальці використовували місто як навчальний центр з підготовки португальської армії, яка була послана в північну частину країни для придушення партизанського повстання. У 1975 році Ангола проголосила незалежність від Португалії.
6 січня 1993 року — в ході громадянської війни Куїто було обложене повстанцями з УНІТА. Облога тривала 9 місяців, понад 30 тисяч людей загинуло або померло від голоду. Друга облога відбулася в 1998 році, для захоплення міста була використана артилерія і танки.

## Географія

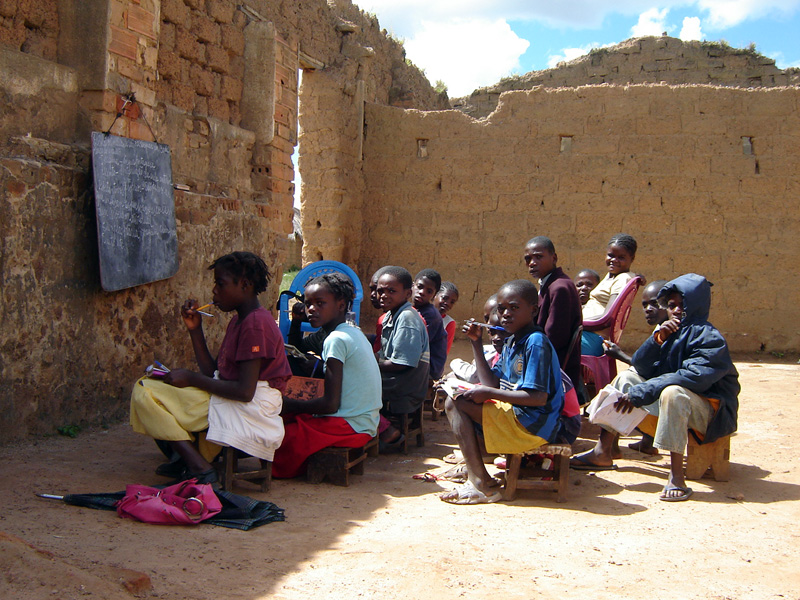
Шкільні заняття в Куїто

Висота над рівнем моря 1719 метрів. Місто розташоване на східному схилі плато Біє. Середньорічна температура повітря становить 21,26 °C. Найхолодніший період спостерігається з травня по серпень, коли майже повністю відсутні опади. Найспекотніші місяці — вересень і жовтень. Сезон дощів триває з листопада по квітень.
| Клімат Куїто            | Клімат Куїто | Клімат Куїто | Клімат Куїто | Клімат Куїто | Клімат Куїто | Клімат Куїто | Клімат Куїто | Клімат Куїто | Клімат Куїто | Клімат Куїто | Клімат Куїто | Клімат Куїто | Клімат Куїто |
| Показник                | Січ.         | Лют.         | Бер.         | Квіт.        | Трав.        | Черв.        | Лип.         | Серп.        | Вер.         | Жовт.        | Лист.        | Груд.        | Рік          |
| Абсолютний максимум, °C | 29           | 28           | 28           | 29           | 28           | 27           | 27           | 31           | 31           | 31           | 29           | 28           | 31           |
| Середній максимум, °C   | 25           | 24           | 24           | 24           | 24           | 23           | 24           | 26           | 28           | 26           | 24           | 23           | 25           |
| Середня температура, °C | 19           | 19           | 19           | 18           | 17           | 14           | 15           | 17           | 20           | 19           | 19           | 18           | 18           |
| Середній мінімум, °C    | 14           | 14           | 15           | 13           | 10           | 6            | 7            | 9            | 12           | 13           | 14           | 14           | 12           |
| Абсолютний мінімум, °C  | 3            | 7            | 5            | 0            | −1           | −5           | 0            | 0            | 3            | 6            | 6            | 5            | −5           |
| ----------------------- | ------------ | ------------ | ------------ | ------------ | ------------ | ------------ | ------------ | ------------ | ------------ | ------------ | ------------ | ------------ | ------------ |